# Clemente Vismara
Clemente Vismara, P.I.M.E. (6. září 1897, Agrate Brianza – 15. června 1988, Mong Ping) byl italský římskokatolický kněz, člen Papežského institutu pro zahraniční misie, působící jako misionář v Barmě. Katolická církev jej uctívá jako blahoslaveného.

## Život
Narodil se dne 6. září 1897 v Agrate Brianza jako pátý ze šesti dětí rodičům Attiliovi Egidiu Vismaraovi a Stelle Annunziatě Porta. Roku 1902 mu předčasně při porodu zemřela matka. Roku 1905 přišel i o otce. Byl svěřen do péče příbuzných, navštěvoval školu a roku 1913 vstoupil do kněžského semináře v obci Seveso.
Dne 21. září 1916 byl během první světové války povolán do armády a poslán na frontu jako vojín 80. pěšího pluku. Bojoval na Bojo Maio a Adamello. Propuštěn byl dne 6. listopadu 1919 se třemi medailemi za statečnost a s titulem seržant major.
Po válce studoval v Miláně na semináři pro zahraniční misie (ze kterého roku 1926 vznikl Papežský institut pro zahraniční misie). Dne 26. května 1923 byl vysvěcen na kněze. Poté odcestoval nejprve do Benátek a poté do města Toungoo v Barmě. Koncem září roku 1923 začal studovat angličtinu a místní dialekty. V březnu roku 1924 se přestěhoval na misijní stanici Kengtung.

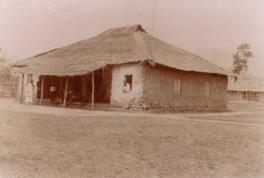
Chata, kterou v letech 1924–1929 využíval jako svůj příbytek a kapli

Dne 27. října 1924 odešel na misii do vesnice Mong Lin. V Mong Lin byla velká bída, nedostatek jídla a tropické nemoci zde zabily mnoho misionářů. Navzdor značným obtížím se jeho činnost rozrůstala a za pomocí dalších spolupracovníků a řeholnic založil další misijní stanice (Keng Lap, Mong Yong a Mong Pyak). Jako hlavní problémy zde označil pohanské a fatalistické pojetí života: muži často nepracovali a byli závislí na opiu, ženy a děti byly běžně týrány, opouštěny, prodávány, nebo zabíjeny.
Zaměřoval se na poskytování zaměstnání domorodcům, pomáhal sirotkům, vdovám a ženám, které byly ostatními opovrhovány a považovány za nositelky smůly. Snažil se si zachovávat zdravý životní styl (např. spořádaný jídelníček, rozvrh dne, atd.), což mu dávalo lepší zdraví a sílu pro své působení.
V období druhé světové války byl červnu 1941, kdy Japonci plánovali obsadit Barmu byl spolu s dalšími italskými misionáři internován britskou armádou v Kalaw. V lednu roku 1942 japonská armáda napadla Barmu a koncem dubna téhož roku byl jí spolu s ostatními osvobozen. Po dosažení svobody opět započal své působení, kdy např. znovuotevřel sirotčinec.
Roku 1945 válka skončila a v roce 1948 získala Barma nezávislost na Velké Británii. Dále zde však během vnitřního konfliktu v Myanmaru mezi sebou bojovali separatisté z různých etnických skupin (v letech 1950–1955 bylo zavražděno pět bratří Papežského institutu pro zahraniční misie: Pietro Galastri, Mario Vergara, bl. Alfredo Cremonesi, Pietro Manghisi a Eliodoro Farronato). Psaním dopisů a článků o svém působení získával finanční pomoc ze zahraničí na misie v Barmě.

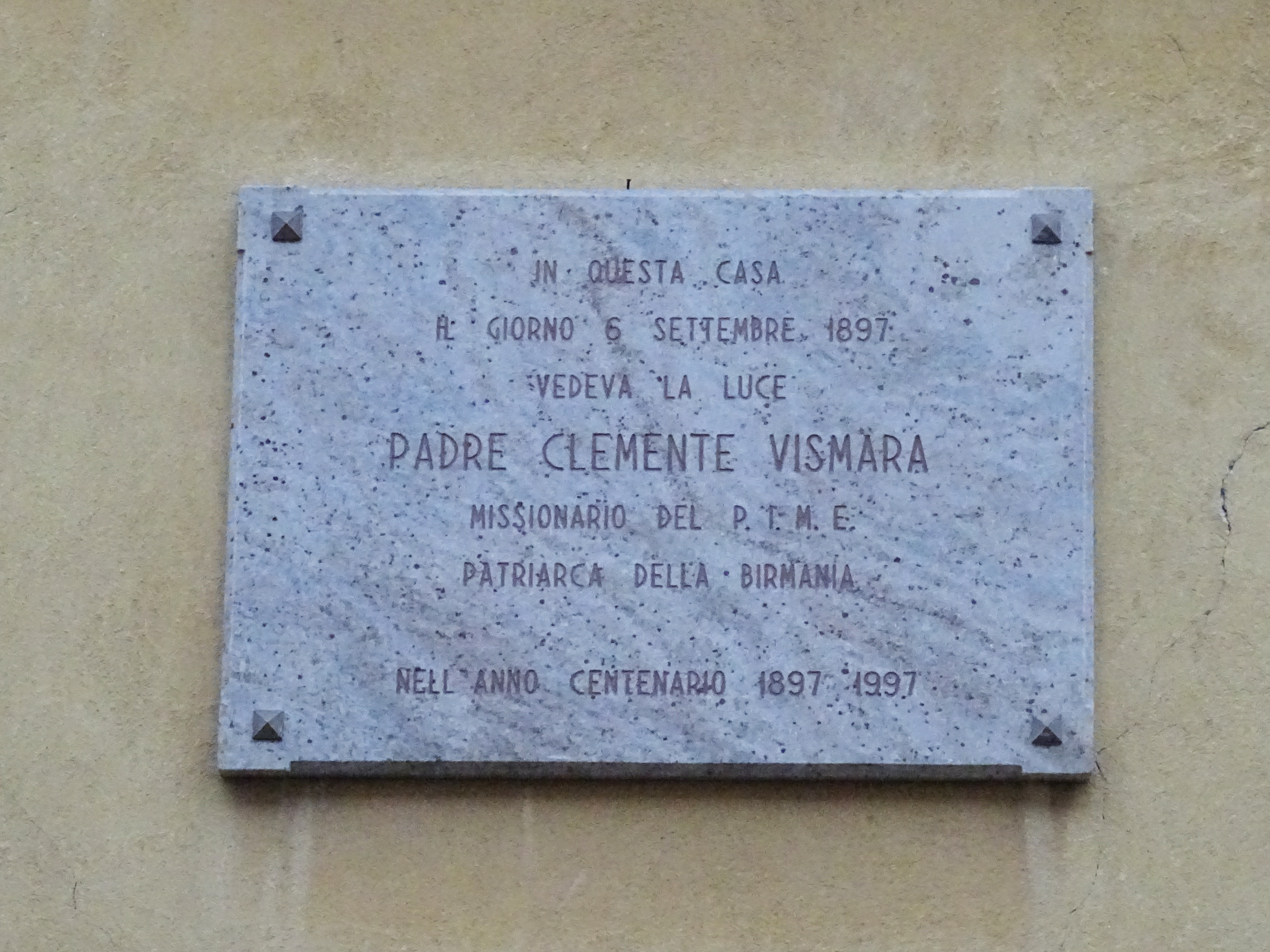
Pamětní deska na jeho rodném domě v Agrate Brianza

V lednu roku 1955 byl biskupem Ferdinandem Guercilenou poslán do Mong Pinga, kde začal budovat misijní stanici téměř od nuly. Roku 1957 byl po celý rok v Itálii, kde absolvoval lékařskou péči, duchovní cvičení a také odpočinek. Během tohoto roku také navštívil Lurdy. Poté se navrátil zpět do Barmy. Během 60. let 20. století vybudoval v Mong Pingu sirotčinec (1960), školu (1961), kostel s lurdskou jeskyní (1962) a domy pro misionáře a řeholní sestry (1963).
Po vojenském převratu roku 1962 nová socialistická vláda inspirovaná sovětským vzorem znárodnila veškeré soukromé aktivity a výrazně omezila svobodu projevu a pohybu. Zahraniční misionáři museli Barmu opustit, mimo ty, kteří do Barmy dorazili před rokem 1948.
Přes potíže s novým režimem, který nepouštěl do země nové misionáře a drobné zdravotní problémy se dále naplno věnoval svému poslání. Roku 1980 požehnal nové čtvrti Tongtà, kterou založil pro etnikum Ikò. Kvůli zdraví musel být ke konci života nošen na nosítkách. I přes to však nadále navštěvoval okolní vesnice. Roku 1986, založil misijní oblast, ve které působily tři řeholnice ve 42 vesnicích kmene Akhů.
Zemřel dne 15. červne 1988 ve 20:15 v Mong Ping ve věku 90 let. Pohřben byl na svoji žádost v Mong Ping u kostela. který roku 1962 vybudoval.

## Úcta
Jeho beatifikační proces započal dne 18. srpna 1994, čímž obdržel titul služebník Boží. Dne 15. března 2008 jej papež Benedikt XVI. podepsáním dekretu o jeho hrdinských ctnostech prohlásil za ctihodného. Dne 2. dubna 2011 byl uznán zázrak na jeho přímluvu, potřebný pro jeho blahořečení.
Blahořečen pak byl dne 26. června 2011 na Piazza del Duomo v Miláně. Obřadu předsedal jménem papeže Benedikta XVI. kardinál Angelo Amato.
Jeho památka je připomínána 15. června. Bývá zobrazován v kněžském oděvu.